# 于邵
于邵（う しょう、生没年不詳）は、唐の文人・政治家。字は相門。本貫は京兆郡万年県。

## 経歴
天宝末年、進士に及第した。文章にすぐれ、崇文校書郎に任じられた。比部郎中を経て道州刺史となったが、赴任しないうちに巴州刺史に転じた。巴州で飢饉が起こり、少数民族の獠が反乱を起こして、城下にせまった。于邵は兵を率いて防戦するいっぽう、使者を派遣して獠をなだめ、于邵自身も儒服を着て獠と会見すると、獠は矛をおさめて引き揚げていった。節度使の李抱玉がこのことを奏聞すると、于邵は梓州刺史に任じられたが、病を理由に受けず、兵部郎中に任じられた。崔寧が蜀に入ると、于邵は度支副使となった。まもなく諫議大夫・知制誥となり、礼部侍郎に進んだ。三司使となったが、薛邕の事件に連座して、桂州長史に左遷された。太子賓客として復活したが、宰相の陸贄と合わず、杭州刺史として出された。病のため引退を願い出ると、衢州別駕に左遷され、さらに江州に移されて、死去した。享年は81。

## 伝記資料
- 『旧唐書』巻137 列伝第87
- 『新唐書』巻203 列伝第128 文芸下